# 4856 Seaborg
4856 Seaborg è un asteroide della fascia principale. Scoperto nel 1983, presenta un'orbita caratterizzata da un semiasse maggiore pari a 2,5599652 UA e da un'eccentricità di 0,0677714, inclinata di 14,99790° rispetto all'eclittica.